# Legge dei sospetti

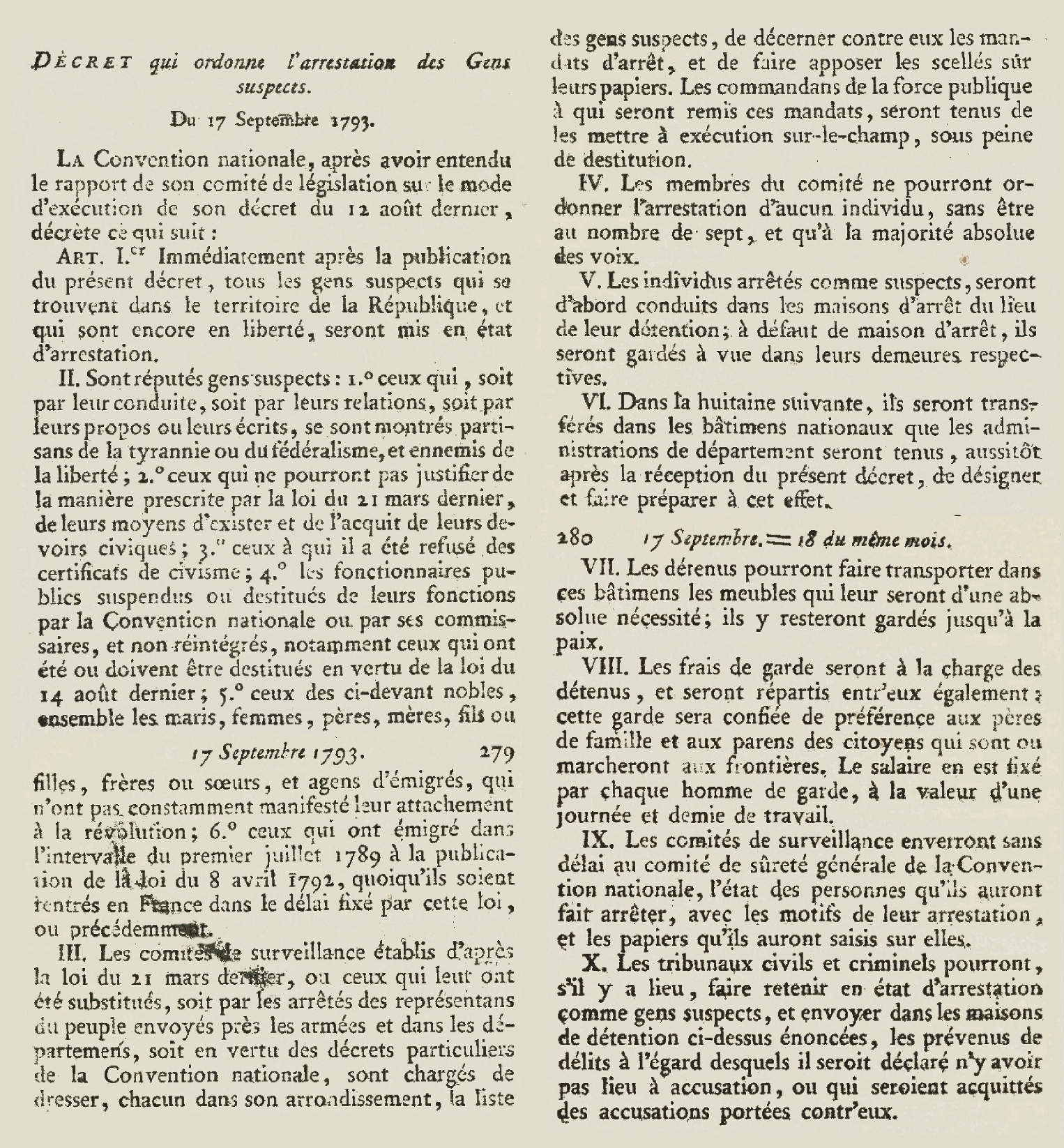
Testo della Legge

La legge dei sospetti venne approvata il 17 settembre 1793, durante il Regime del Terrore, il momento culminante della prima fase della rivoluzione francese. Essa segnò una netta riduzione del rispetto delle libertà individuali, sulla base di una «paranoïa révolutionnaire» basata su un'ossessione per le cospirazioni e i complotti reali o immaginari.
Il 19 febbraio 1858, sotto il Secondo Impero, fu approvata dal Corpo legislativo un'analoga legge dei sospetti - ufficialmente, legge di sicurezza generale (loi de sûreté générale) - che autorizzava l'arresto, la detenzione e la deportazione senza processo di qualunque pregiudicato per reati politici commessi a partire dal 1848.

## Storia
La legge fu nei fatti un decreto votato dalla Convenzione Nazionale su proposta di Merlin de Douai e di de Cambacérès e adottato, per volontà del primo, a nome del comitato di legislazione, presieduto dal secondo.
Già prima dell'approvazione, un decreto del 17 novembre 1791 dichiarava preti refrattari presunti sospetti. Allo stesso modo genitori e parenti degli émigrés, vennero cacciati, incarcerati e, a volte, uccisi dai sanculotti. Il tutto a partire dal 10 agosto 1792, giornata che segnò la cessazione del potere reale, in seguito alla sospensione del re da parte dell'assemblea legislativa, in conseguenza della fallita fuga a Varennes.
Con la legge dei sospetti venivano considerati "indiziati" e arrestati tutti coloro che erano stati nobili e i loro genitori, coloro ai quali era stato rifiutato il certificat de civisme, i funzionari destituiti, gli ufficiali sospettati di tradimento e tutti coloro che «o per la loro condotta, o per i loro rapporti, o per i propositi o gli scritti, si siano mostrati sostenitori della tirannide o del federalismo, e nemici della libertà».
In pratica il decreto permetteva ai montagnardi di estendere a loro piacimento la categoria, allora già conosciuta, dei contro-rivoluzionari. Ne ebbero a soffrire, in particolare, tre larghi gruppi di persone, che i montagnardi intendevano sradicare genericamente ed universalmente, senza alcuna preoccupazione per le posizioni dei singoli individui:
- gli émigrés, ovvero quelli (in gran parte nobili) che avevano preso a rifugiarsi all'estero, sulle orme del Principe di Condé, uno dei primi ad emigrare dalla Francia sin da dopo la presa della Bastiglia;
- in generale i nobili, dal momento che praticamente ogni famiglia vantava almeno un émigré;
- i "preti refrattari", ovvero quei (numerosissimi) sacerdoti cattolici che non avevano prestato giuramento come imponeva loro la Costituzione civile del clero del 12 luglio 1790, una legge di stretta impronta gallicana che, in pratica, produsse uno scisma della chiesa francese da Roma.

Non solo: con il decreto, il cui contenuto venne ulteriormente indurito nel 1794, vennero anche estremamente "rilassate" le procedure giudiziarie, tanto che la sua esecuzione e gli arresti vennero affidati ai comitati di sorveglianza, piuttosto che alle normali autorità legali o di polizia.
L'11 ottobre 1793 il Comune di Parigi descrisse i caratteri che avrebbero permesso di distinguere le persone sospettate attraverso la famosa disposizione: «Coloro che non hanno fatto nulla contro la libertà, e non hanno neppure fatto nulla per essa», spesso fatta risalire, erroneamente, alla legge dei sospetti.
Gli effetti che i montagnardi si ripromettevano non mancarono di manifestarsi, tanto è vero che, durante il Terrore, vennero imprigionate circa 500.000 persone, a cui si possono aggiungere le circa 300.000 ristrette nelle cosiddette "residenze vigilate".
La legge dei sospetti cadde in disuso con la caduta di Robespierre, il 9 termidoro (27 luglio 1794), per poi venire definitivamente soppressa nell'ottobre del 1795.

### Estratto
Sono giudicati sospetti a seguito dell'articolo 2:
( Décret du 17 septembre 1793 relatif aux gens suspects, su fr.wikisource.org.)

### La legge dei sospetti del 1858
Già una legge del 10 giugno 1853, dopo il colpo di Stato del 2 dicembre 1851 che portò al potere Carlo Luigi Napoleone Bonaparte (Napoleone III), prevedeva per i reati politici la pena della deportazione in una cinta fortificata. Nel 1858, a seguito dell'attentato di Felice Orsini contro Napoleone III, fu stabilita una serie di misure: la soppressione dei giornali non allineati con il regime, la divisione della Francia in cinque dipartimenti militari, ciascuno affidato a un maresciallo dell'Impero, la nomina del generale Espinasse a ministro dell'Interno e un progetto di legge di sicurezza generale, popolarmente definito legge dei sospetti.
Il generale Espinasse emanò subito un decreto di arresto per un migliaio di sospetti, ossia persone già condannate per reati politici dal 1848 al 1851. Di queste, 430 furono deportate in Algeria. Presentato il 1º febbraio 1858, il progetto di legge di sicurezza generale fu approvato il 19 febbraio con 237 voti favorevoli contro 24 contrari. Essa prevedeva pene che andavano dall'ammenda alla prigione e alla deportazione nelle colonie.
L'anno successivo fu promulgata un'amnistia. La legge dei sospetti fu abrogata nel 1870, alla caduta di Napoleone III.